# 贝隆夫人获奖与提名列表
《贝隆夫人》是1996年美国歌舞剧情片，改编自蒂姆·赖斯和安德鲁·劳埃德·韦伯的同名音乐剧，讲述了阿根廷第一夫人伊娃·裴隆的故事。影片由亞倫·帕克导演，帕克与奧利華·史東编剧，麦当娜、安东尼奥·班德拉斯和尊尼芬·帕斯主演。赖斯和韦伯创作了影片歌舞片段的配乐，达利乌斯·孔吉担任摄影，文森特·帕特森负责编舞，格里·汉布林担任编辑。佩妮·罗斯设计了具历史气息的服装，布莱恩·莫里斯担任布景设计。
影片制作成本5600万美元（2023年相当于10900万美元），于1996年12月25日发行，全球票房达1.41亿美元（2019年相当于2.3亿美元）。汇总媒体烂番茄根据37条评论打出62%的新鲜度。影片获得多个领域奖项中的19项大奖、40项提名，其中麦当娜、帕克、赖斯、韦伯及影片插曲《你必须爱我》获得特别认可。
在第69届奥斯卡金像奖中，影片获得五项提名，凭借插曲《你必须爱我》赢得最佳原创歌曲奖（获奖人为赖斯和韦伯）。该歌曲还赢得第54届金球奖最佳原创歌曲奖，获得最佳音樂及喜劇電影配乐奖及最佳音樂及喜劇類電影女主角奖提名，其中后者由麦当娜赢得。麦当娜在片中一共换了85件衣服，戴了39顶帽子，穿了45双鞋子，戴了56对耳环，换了42个发型，创下“在一部电影中更换服装次数最多”的吉尼斯世界纪录。另外，影片还在第50届英国电影学院奖上赢得8项提名，但均未获奖。到导演在意大利电影记者国家联合会上获得银缎带奖。国家评论协会将影片列入1996年年度十佳电影，排名第4。影片在第1届金卫星奖上获得最佳电影奖项。

## 奖项
| 大奖                     | 颁奖日期       | 奖项                                 | 获得者                                                                  | 结果  | 参考          |
| ------------------------ | -------------- | ------------------------------------ | ----------------------------------------------------------------------- | ----- | ------------- |
| 奥斯卡金像奖             | 1997年3月24日  | 最佳艺术指导奖                       | 布莱恩·莫里斯和菲利普·特鲁尔                                            | 提名  | [ 6 ] [ 7 ]   |
| 奥斯卡金像奖             | 1997年3月24日  | 最佳攝影                             | 达利乌斯·孔吉                                                           | 提名  | [ 6 ] [ 7 ]   |
| 奥斯卡金像奖             | 1997年3月24日  | 最佳影片剪辑                         | 格里·汉布林                                                             | 提名  | [ 6 ] [ 7 ]   |
| 奥斯卡金像奖             | 1997年3月24日  | 最佳原创歌曲                         | 《你必須愛我》 作曲：安德鲁·劳埃德·韦伯、作词：蒂姆·赖斯                | 獲獎  | [ 6 ] [ 7 ]   |
| 奥斯卡金像奖             | 1997年3月24日  | 最佳音响效果                         | 安迪·尼尔森、安娜·贝尔默和肯·韦斯顿                                     | 提名  | [ 6 ] [ 7 ]   |
| 美国电影剪辑师协会埃迪奖 | 1997年3月15日  | 最佳长片剪辑                         | 格里·汉布林                                                             | 提名  | [ 8 ] [ 9 ]   |
| 美国电影学会百年精选     | 2004年         | 百年百大电影歌曲                     | 《阿根廷，别为我哭泣》（《贝隆夫人》插曲）                              | 提名  | [ 10 ]        |
| 美国电影学会百年精选     | 2006年         | 百年百大歌舞電影                     | 《贝隆夫人》                                                            | 提名  | [ 11 ]        |
| 全美音樂獎               | 1998年1月26日  | 最受欢迎原声带                       | 《贝隆夫人》                                                            | 提名  | [ 12 ]        |
| 美国电影摄影师协会       | 1997年2月27日  | 院线影片杰出摄影奖                   | 达利乌斯·孔吉                                                           | 提名  | [ 13 ]        |
| 百视达娱乐奖             | 1998年3月10日  | 最受欢迎剧情片女主角                 | 麥當娜                                                                  | 提名  | [ 14 ]        |
| 百视达娱乐奖             | 1998年3月10日  | 最受欢迎电影歌曲                     | 《阿根廷，别为我哭泣》（《贝隆夫人》插曲）                              | 獲獎  | [ 14 ]        |
| 百视达娱乐奖             | 1998年3月10日  | 最受欢迎原声带                       | 《贝隆夫人》                                                            | 提名  | [ 14 ]        |
| 英国电影学院奖           | 1997年4月29日  | 安东尼·阿斯奎斯电影音乐奖            | 安德鲁·劳埃德·韦伯和蒂姆·赖斯                                           | 提名  | [ 15 ]        |
| 英国电影学院奖           | 1997年4月29日  | 最佳改编剧本                         | 亞倫·帕克和奧利華·史東                                                  | 提名  | [ 15 ]        |
| 英国电影学院奖           | 1997年4月29日  | 最佳摄影                             | 达利乌斯·孔吉                                                           | 提名  | [ 15 ]        |
| 英国电影学院奖           | 1997年4月29日  | 最佳服装设计                         | 佩妮·罗斯                                                               | 提名  | [ 15 ]        |
| 英国电影学院奖           | 1997年4月29日  | 最佳剪辑                             | 格里·汉布林                                                             | 提名  | [ 15 ]        |
| 英国电影学院奖           | 1997年4月29日  | 最佳化妆发型                         | 莎拉·蒙扎尼和马丁·塞缪尔                                                | 提名  | [ 15 ]        |
| 英国电影学院奖           | 1997年4月29日  | 最佳布景                             | 布莱恩·莫里斯                                                           | 提名  | [ 15 ]        |
| 英国电影学院奖           | 1997年4月29日  | 最佳音效                             | 安娜·贝尔默、埃迪·约瑟夫、安迪·尼尔森、肯·韦斯顿、奈杰尔·怀特           | 提名  | [ 15 ]        |
| 英国电影摄影师奖         | 1996年         | 最佳摄影                             | 达利乌斯·孔吉                                                           | 提名  | [ 16 ]        |
| 评论家选择电影奖         | 1997年1月20日  | 最佳电影                             | 《贝隆夫人》                                                            | 提名  | [ 17 ]        |
| 芝加哥影评人协会         | 1997年3月10日  | 最佳摄影                             | 达利乌斯·孔吉                                                           | 提名  | [ 18 ] [ 19 ] |
| 金球獎                   | 1997年1月19日  | 最佳音樂及喜劇類電影男主角           | 安东尼奥·班德拉斯                                                       | 提名  | [ 20 ] [ 21 ] |
| 金球獎                   | 1997年1月19日  | 最佳音樂及喜劇類電影女主角           | 麥當娜                                                                  | 獲獎  | [ 20 ] [ 21 ] |
| 金球獎                   | 1997年1月19日  | 最佳導演                             | 亞倫·帕克                                                               | 提名  | [ 20 ] [ 21 ] |
| 金球獎                   | 1997年1月19日  | 最佳音樂及喜劇電影                   | 《贝隆夫人》                                                            | 獲獎  | [ 20 ] [ 21 ] |
| 金球獎                   | 1997年1月19日  | 最佳原創歌曲                         | 《你必須愛我》 作曲：安德鲁·劳埃德·韦伯、作词：蒂姆·赖斯                | 獲獎  | [ 20 ] [ 21 ] |
| 吉尼斯世界纪录           | 1997年         | 在一部电影中更换服装次数最多（85次） | 麥當娜（《贝隆夫人》）                                                  | 獲獎  | [ 22 ]        |
| 意大利电影记者国家联合会 | 1997年1月25日  | 欧洲银缎带奖                         | 亞倫·帕克                                                               | 獲獎  | [ 23 ]        |
| 意大利电影记者国家联合会 | 1997年1月25日  | 最佳外籍导演                         | 亞倫·帕克                                                               | 提名  | [ 23 ]        |
| 洛杉磯影評人協會         | 1996年12月16日 | 最佳布景                             | 布莱恩·莫里斯}}《贝隆夫人》（与珍妮特·帕特森《妮可基嫚之風情萬種》并列) | 獲獎  | [ 24 ] [ 25 ] |
| MTV影視大獎              | 1997年6月10日  | 最佳女演员                           | 麥當娜                                                                  | 提名  | [ 26 ]        |
| MTV影視大獎              | 1997年6月10日  | 最佳电影歌曲                         | 《阿根廷，别为我哭泣》（《贝隆夫人》插曲）                              | 提名  | [ 26 ]        |
| 國家評論協會             | 1997年2月9日   | 年度十佳电影                         | 《贝隆夫人》                                                            | 第4名 | [ 27 ]        |
| 卫星奖                   | 1997年1月15日  | 最佳電影                             | 《贝隆夫人》                                                            | 獲獎  | [ 28 ]        |
| 卫星奖                   | 1997年1月15日  | 最佳原创歌曲                         | 《你必須愛我》（《贝隆夫人》插曲）                                      | 獲獎  | [ 28 ]        |
| 卫星奖                   | 1997年1月15日  | 最佳服装设计                         | 佩妮·罗斯                                                               | 獲獎  | [ 28 ]        |
| 卫星奖                   | 1997年1月15日  | 最佳摄影                             | 达利乌斯·孔吉                                                           | 提名  | [ 28 ]        |
| 卫星奖                   | 1997年1月15日  | 最佳布景                             | 布莱恩·莫里斯                                                           | 提名  | [ 28 ]        |